# Francis Metzger
Pour les articles homonymes, voir Metzger.
 (février 2025).
Francis Metzger, né le 22 octobre 1957 à Watermael-Boitsfort, est un architecte belge contemporain, fondateur de l'atelier d'architecture MA² - Metzger & Associés Architecture. Il est également, depuis 2024, président du Conseil francophone et germanophone de l'Ordre des architectes et membre, depuis 2021, de la Commission Royale des Monuments et Sites. Il est par ailleurs le premier doyen et fondateur de l’Executive Master en restauration et conservation du patrimoine de la Faculté d'architecture de l'Université libre de Bruxelles.
Depuis 1983, Metzger - diplômé de l'I.S.A.V.H. - Institut Supérieur d’Architecture Victor Horta - se voit confier divers projets de constructions contemporaines et de restaurations de bâtiments remarquables, souvent classés. Ses interventions sur le patrimoine, selon une méthode fondée sur la recherche et la mise en valeur de la technique et de l’esthétique, lui permettront d'être lauréat à quatre reprises du prix Europa Nostra.
Francis Metzger s'est également investi dans le développement de l'enseignement de l'architecture en Afrique subsaharienne et pour la protection et la valorisation du patrimoine de cette région.

## Biographie

### Enfance et vocation
Francis Metzger est né le 22 octobre 1957 à Watermael-Boitsfort, commune située dans la Région de Bruxelles-Capitale. À l'adolescence, alors qu'il habite Rue Haute, dans le quartier historique des Marolles, il se passionne pour le jeu d'échecs, jusqu'à participer à de nombreuses compétitions. Il présente d'ailleurs cet intérêt comme un élément constructif dans sa formation d'architecte : « Le propre du jeu d'échecs est d'anticiper une situation qui sera et de travailler spatialement avec des pièces pour tenter de construire une stratégie. »

### Enseignement
Francis Metzger passe le début de sa scolarité à l'athénée Robert Catteau. À la fin des années 70, il entre à l'Académie royale des beaux-arts de Bruxelles, devenue l'Institut Supérieur d'Architecture (site Victor Horta) puis, par fusion avec l'I.S.A.C.F - La Cambre, la Faculté d'architecture de l'Université libre de Bruxelles. Francis Metzger, qui ne se prédestinait pas à l'architecture, trouve rapidement ses marques au sein de la discipline. Il sort diplômé de l'Académie des beaux-arts - discipline architecture - en 1982. 

### Création de DMA

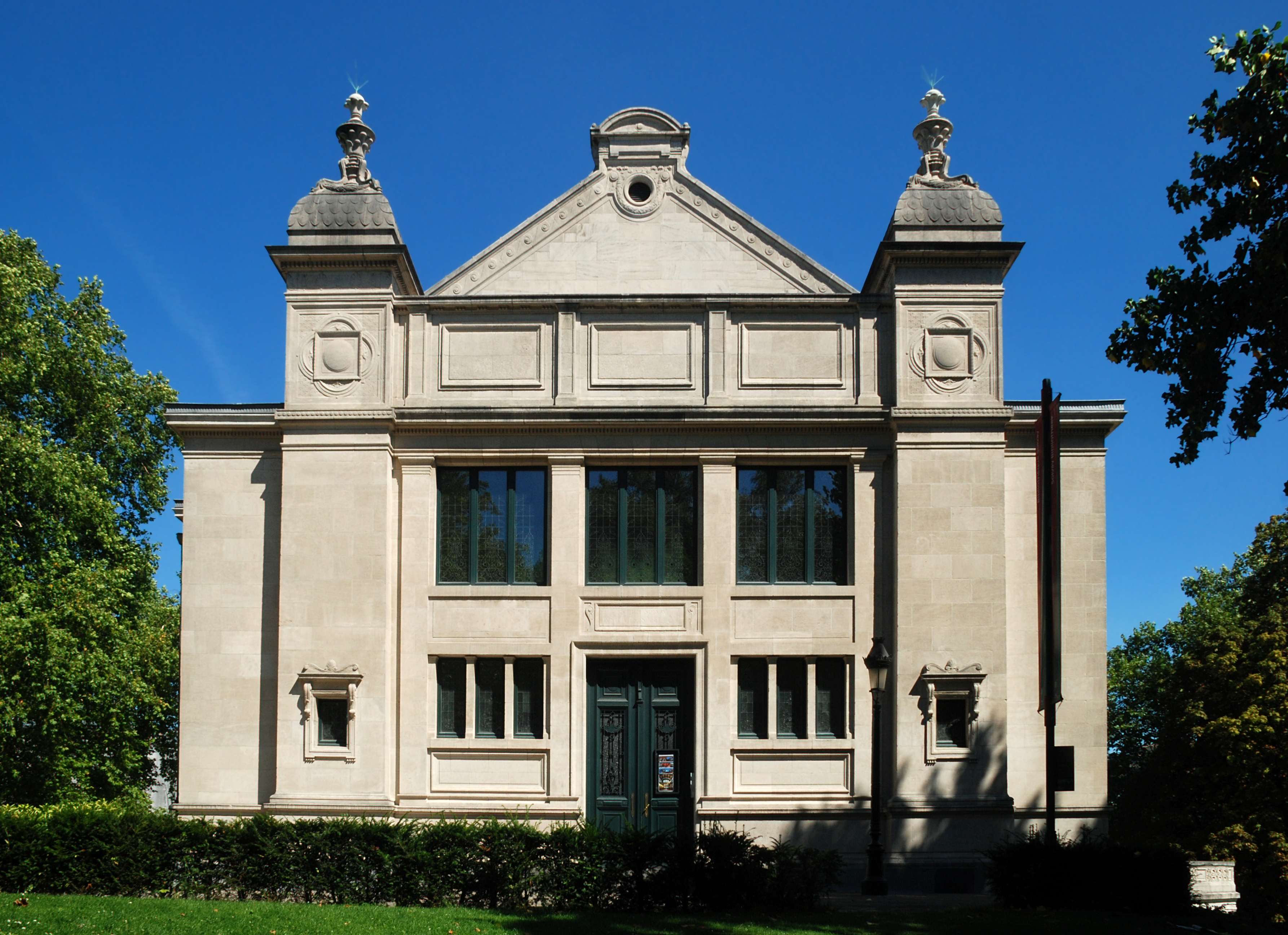
La Bibliothèque Solvay ou Institut de sociologie Solvay, sis au Parc Léopold, après restauration par MA²

En 1983, Francis Metzger et Luc Deleuze commencent à collaborer ensemble sur divers projets. Sept ans plus tard, en 1990, ils fondent l'atelier d'architecture Deleuze, Metzger et Associés S.A. (D.M.A.). En 1995, ils obtiennent une nomination à l'International Carlsberg Architectural Prize, à Copenhague - l'un des prix les plus prestigieux de la profession - pour la restauration de l’Institut de Sociologie Solvay. Ils reçoivent d'ailleurs, le 26 juillet 1995, la « notoriété professionnelle », titre décerné par le gouvernement régional.
En 2002, Luc Deleuze et Francis Metzger décident de séparer leurs activités. Le "D" de DMA disparaît et Metzger devient seul administrateur du nouvel atelier Metzger & Associés Architecture (Ma²), qui se partage entre création moderne et réhabilitation fine de patrimoine remarquable.

### Ascension et reconnaissance

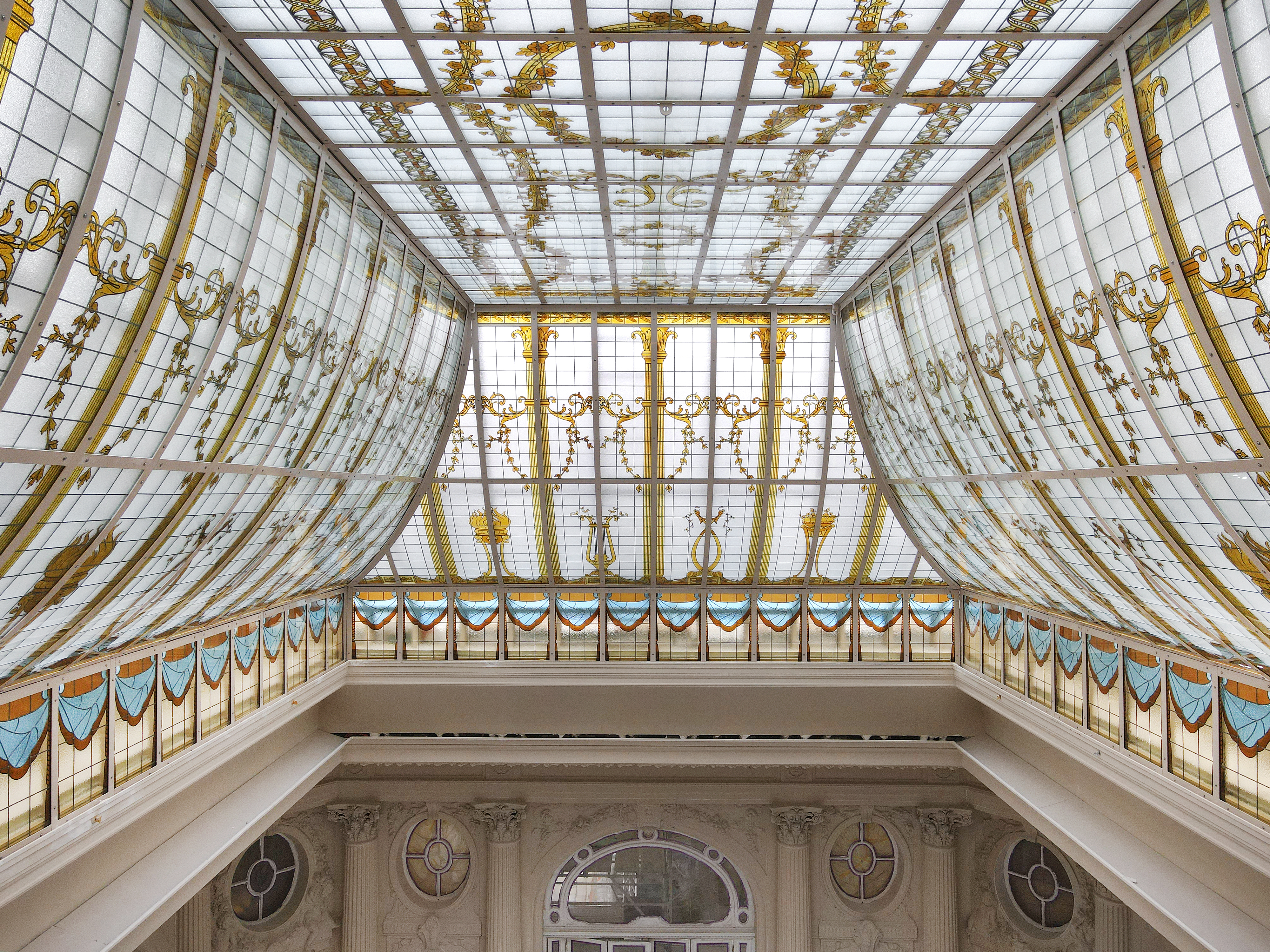
Verrière de l'hôtel Astoria de l'architecte Henri Van Dievoet, par Francis Metzger.

En 2005, à Madrid, Francis Metzger est primé, pour la première fois, lors des Europa Nostra Awards pour la restauration de la Maison Autrique, premier bourgeon de l’Art Nouveau dessiné par Victor Horta, chaussée de Haecht à Schaerbeek.
C'est cependant la restauration de la Bibliothèque Solvay, fleuron de l’Art éclectique bruxellois situé au Parc Léopold, qui offre à Francis Metzger l'un de ses premiers grands projets liés au patrimoine. Outre l’International Carlsberg Architectural Prize en 1995, son intervention se verra également récompensée, en 2012, du prix du patrimoine culturel Europa Nostra.
La restauration de la Villa Empain - chef-d'œuvre Art déco de l'architecte Michel Polak situé sur l’avenue Roosevelt - marque un autre tournant dans l'ascension de Metzger. Devenue le théâtre des activités de la Fondation Boghossian, la Villa et sa restauration font encore aujourd'hui l'objet de nombreuses conférences. Ce dernier se verra d'ailleurs à nouveau décerné, en 2011, le Prix Europa Nostra (mention "choix spécial du Jury") pour cette réhabilitation complète. Il dirige ensuite la restauration des maisons Delune, Saint-Cyr et Dewin. En juin 2019, MA2 reçoit à Barcelone le Prix Spécial du Jury AADIPA, pour avoir contribué à la préservation de la Maison Saint-Cyr, une maison Art nouveau conçue par Gustave Strauven.
Metzger a également chapeauté la restauration de l’Église Notre-Dame de Laeken (œuvre de Joseph Poelaert), du Palais de Justice de Bruxelles (ses portes, façades d'entrée et salles d'audiences sécurisées) et de la Gare centrale de Bruxelles (œuvre de Victor Horta), ainsi que le couloir qui la relie au métro (oeuvre de Maxime Brunfaut). 
Il se penche ensuite sur la restauration et l'extension du mythique Hôtel Astoria (œuvre classée de l'architecte Henri van Dievoet). Ce dernier est ré-ouvert en 2024 et désormais connu sous le nom de Corinthia Grand Hôtel Astoria, le premier palace de Bruxelles.
Au rayon des constructions neuves, sa restauration et extension du Théâtre de la Balsamine - un écrin scénographique ultra-contemporain situé à Schaerbeek - ont été récompensées à la Biennale internationale d’architecture de Sao Paulo, au Brésil, en 2003, et à la Biennale internationale d’architecture du Costa Rica, en 2004. Francis Metzger est aussi derrière l'élaboration du complexe Kinétix, sur le boulevard Lambermont, et la réalisation des écoles supérieures HELB/ULB sur le Campus Erasme dont l'auditoire Jean Nile, inauguré en 2018.
En 2024, c'est pour la restauration d'un bâtiment contemporain, la Royale Belge, que Francis Metzger reçoit son quatrième prix Europa Nostra, faisant de lui l'un des architectes les plus reconnus par cette distinction.

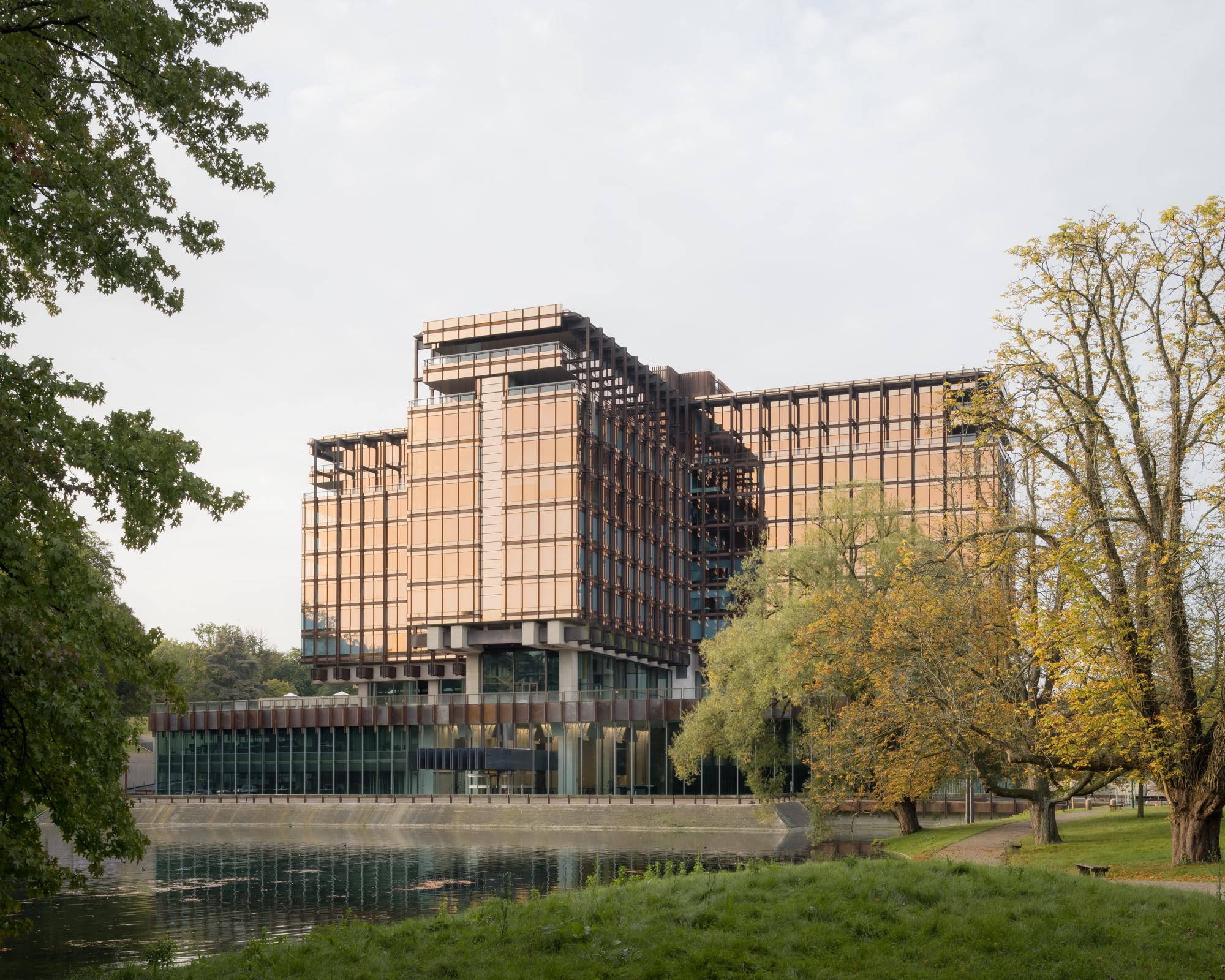
La Royale Belge en 2023

En 2014, il fait son entrée au Conseil national de l'Ordre des architectes, dont il deviendra le président du Conseil francophone et germanophone en 2024. Il est par ailleurs, depuis 2021, membre de la Commission Royale des Monuments et Sites (CRMS).

### Parcours académique

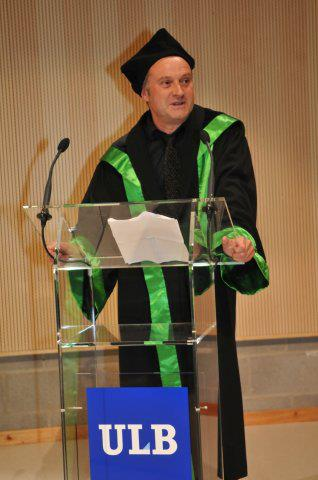
Francis Metzger à la séance de remise des distinctions Docteur Honoris causa à l'ULB.

En 1995, Francis Metzger devient professeur à l'I.S.A. Victor Horta puis chargé de cours à la faculté polytechnique de l’ULB. En 2008, il est nommé directeur adjoint de l’I.S.A. Victor Horta, avant de devenir, en 2010, le premier doyende la Faculté d'architecture de l'Université libre de Bruxelles - aussi appelée « La Cambre-Horta » - pour un premier mandat de quatre ans. 
L'architecte n’a cessé de s’investir dans la sphère pédagogique de l’architecture. Le fait de partager, de stimuler et de se confronter aux étudiants est également un moyen pour lui de se construire et d’alimenter les réflexions au sein de son atelier.
Depuis 2003, Metzger est par ailleurs régulièrement professeur invité à l'université de Quito, en Équateur et, depuis 2007, à Hanoi, au Viêt Nam. Il s'investit également dans les relations avec l'Afrique subsaharienne et l'Afrique Centrale. En ce sens, il a, entre autres, participé en tant que conférencier aux ateliers de formation aux métiers du patrimoine de novembre 2013 sur l'île de Gorée, au Sénégal. La même année, en collaboration avec quatre autres architectes belges, il publie un ouvrage sur le patrimoine urbanistique de Kinshasa, au Congo. Depuis, l'architecte oeuvre pour la protection et la valorisation du patrimoine de l'Afrique Centrale, ainsi que la promotion des femmes congolaises au sein de la profession.

## Restaurations principales

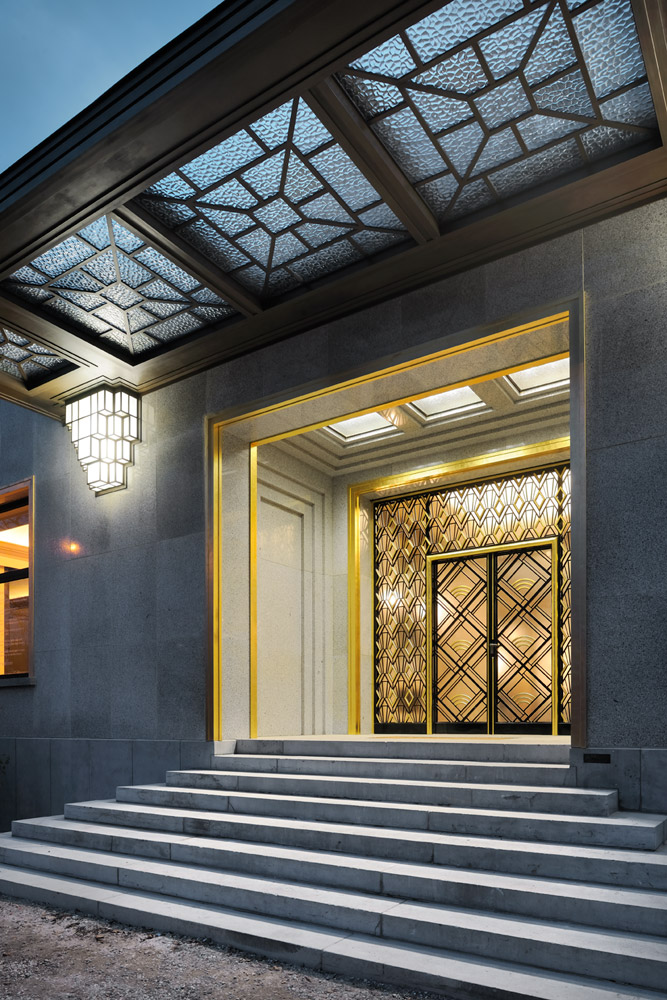
La Villa Empain, œuvre de Michel Polak restaurée en 2012.

Francis Metzger a entrepris l'ensemble des projets de rénovation qu'il s'est vu confier avec l'équipe de son agence Metzger & Associés Architecture (Ma2).
- 1995 : Institut de Sociologie Solvay ou Bibliothèque Solvay, en collaboration avec Luc Deleuze.
- 1998 : Porte de Ninove[17]
- 2003 : Église Notre-Dame de Laeken (œuvre de Joseph Poelaert)[n 1].
- 2003 : Maison Autrique (œuvre de Victor Horta)
- 2005 : Maison Delune (œuvre d'Ernest Delune)
- 2006 : Villa Empain (œuvre de Michel Polak)
- 2008 : Gare de Bruxelles-Central (œuvre de Victor Horta)
- 2010 : Couloir du métro de la Gare de Bruxelles-Central[18],[19],[20]
- 2013 : Aegidium (œuvre de Guillaume Segers)[21],[22],[23]
- 2013 : Maison personnelle de Jean-Baptiste Dewin
- 2013 : Moulin du Nekkersgat[24]
- 2014 : Château Charle-Albert[25]
- 2019 : Maison Saint-Cyr (œuvre de Gustave Strauven)[26]
- 2019 : Église Saint-Servais[27]
- 2021 : Galerie Louise[28]
- 2023 : Royale Belge[4]
- 2024 : Château Tournay-Solvay[29]
- 2024 : Bâtiment Zénobe Gramme
- 2024 : Hôtel Astoria (œuvre de Henri van Dievoet)
- En cours : Hôtel Frison (oeuvre de Victor Horta)[30]
- En cours : Cité-jardin de la Butte-Rouge (France)[31]
- En cours : Serres Royales de Laeken[32]
- En cours : Villalobar

## Bâtiments contemporains

Le théâtre de la Balsamine par Francis Metzger

Outre ses activités de restauration, Metzger dessine également, avec son bureau d'architecture MA2, des bâtiments avec une démarche contemporaine.
- 2003 : Complexe sportif Kinétix ;
- 2004 : Théâtre de la Balsamine à Schaerbeek, pour lequel il reçut le 3e prix d’architecture à la biennale du Costa Rica ;
- 2010 : Les bâtiments Helb / ULB au campus Erasme;
- 2018 : Auditoire Jean Nile sur le campus Erasme[33] ;
- 2019 : Portes du Palais de justice de Bruxelles[34]

## Récompenses et distinctions

### Chronologie
- 2019 : Prix européen d’intervention sur le patrimoine architectural pour la restauration de la Maison Saint-Cyr
- 2012 : Lauréat de l’appel d’offre lancé par la Ville de Bruxelles pour la réhabilitation de la Ferme Den Bels
- Lauréat de l’appel à candidature pour la restauration de l'Église Notre-Dame de Laeken
- Prix des Communautés Européennes pour la réhabilitation du 40 Rue aux Laines, Bruxelles

#### Bibliothèque Solvay
- 1995 : Nomination au « International Carlsberg Architectural Prize » à Copenhague.
- 1995 : Mention spéciale aux « European and Belgian Awards »
- 1995 : Diplôme d’Honneur au concours « Master Foods des Demeures Historiques »
- 2012 : Lauréat pour le prix du patrimoine culturel de l'Union Européenne - Europa Nostra à Lisbonne.
- 2012 : Nomination à la 4e édition des Règles d’Or de l’Urbanisme

#### Gare de Bruxelles-Central
- 2005 : Sélection international à la Biennale de São Paulo pour la rénovation de la gare.
- 2012 : Prix de Quartier des Arts pour la rénovation de la gare[35]
- 2014 : Prix Bruxelles-Horta - mention spéciale pour la rénovation du grand couloir [36]

#### Maison Autrique
- 2004 : Nomination aux Caïus du Patrimoine en Région de Bruxelles-Capitale pour la restauration de la Maison Autrique
- 2005 : Prix du patrimoine culturel de l'Union européenne - Europa Nostra à Berchen

#### Théâtre de la Balsamine
- 2003 : Lauréat de l’appel du concours du Théâtre de la Balsamine
- 2003 : Prix de la Biennale de São Paulo,
- 2004 : Prix de la Biennale d'architecture du Costa Rica, à José.

#### Villa Empain
- 2011 : Prix du patrimoine culturel de l'Union Européenne - Europa Nostra à Amsterdam
- 2011 : Mention « choix spécial du Jury » - Europa Nostra[37]
- 2011 : Prix européen d'architecture Philippe-Rotthier - Prix spécial du jury, à Bruxelles.

#### Royale Belge
- 2024 : Prix Europa Nostra dans la catégorie «Conservation and Adaptative Reuse»[4]

Extérieur de la Bibliothèque Solvay
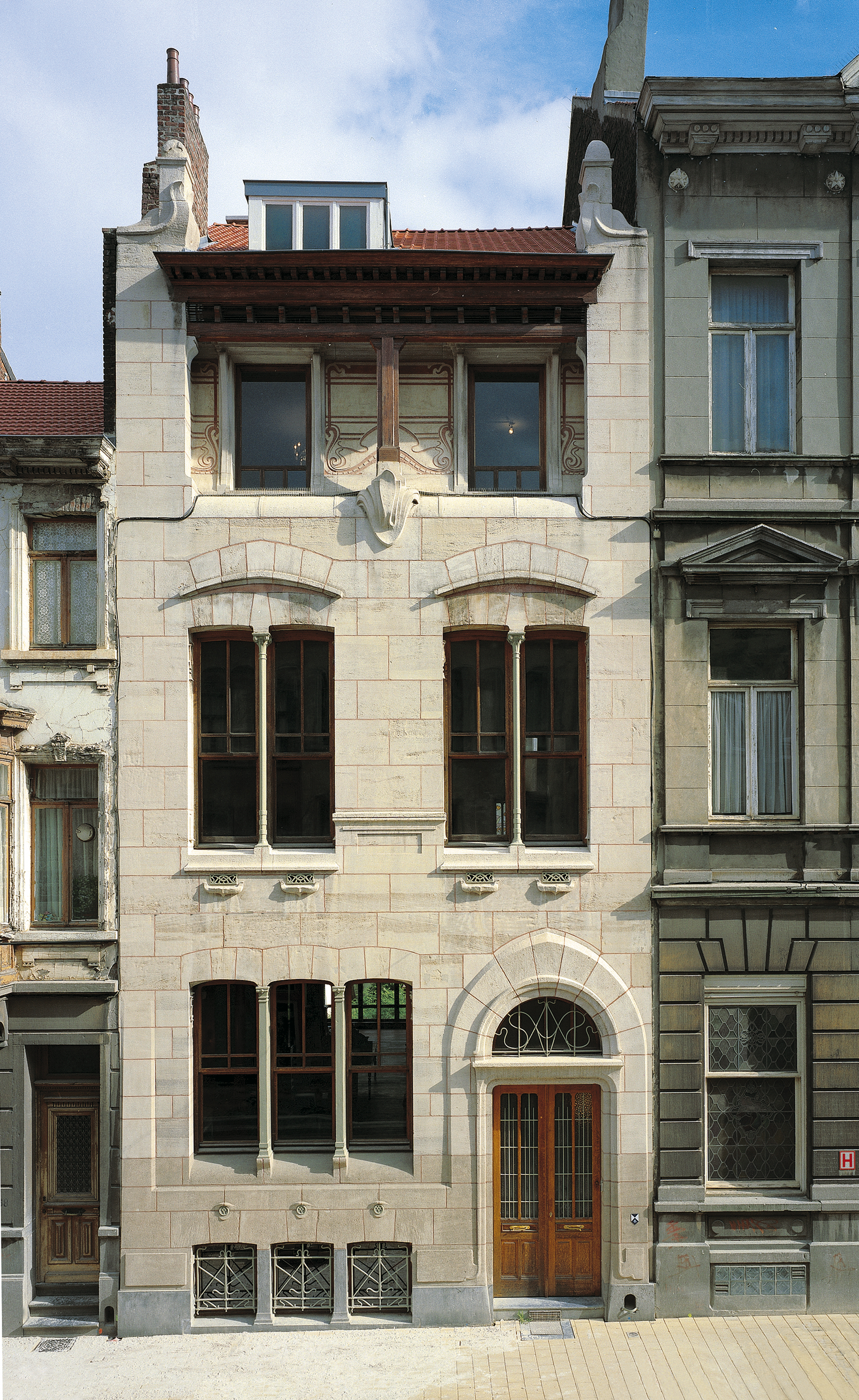
La maison Autrique
La Gare Centrale de Bruxelles
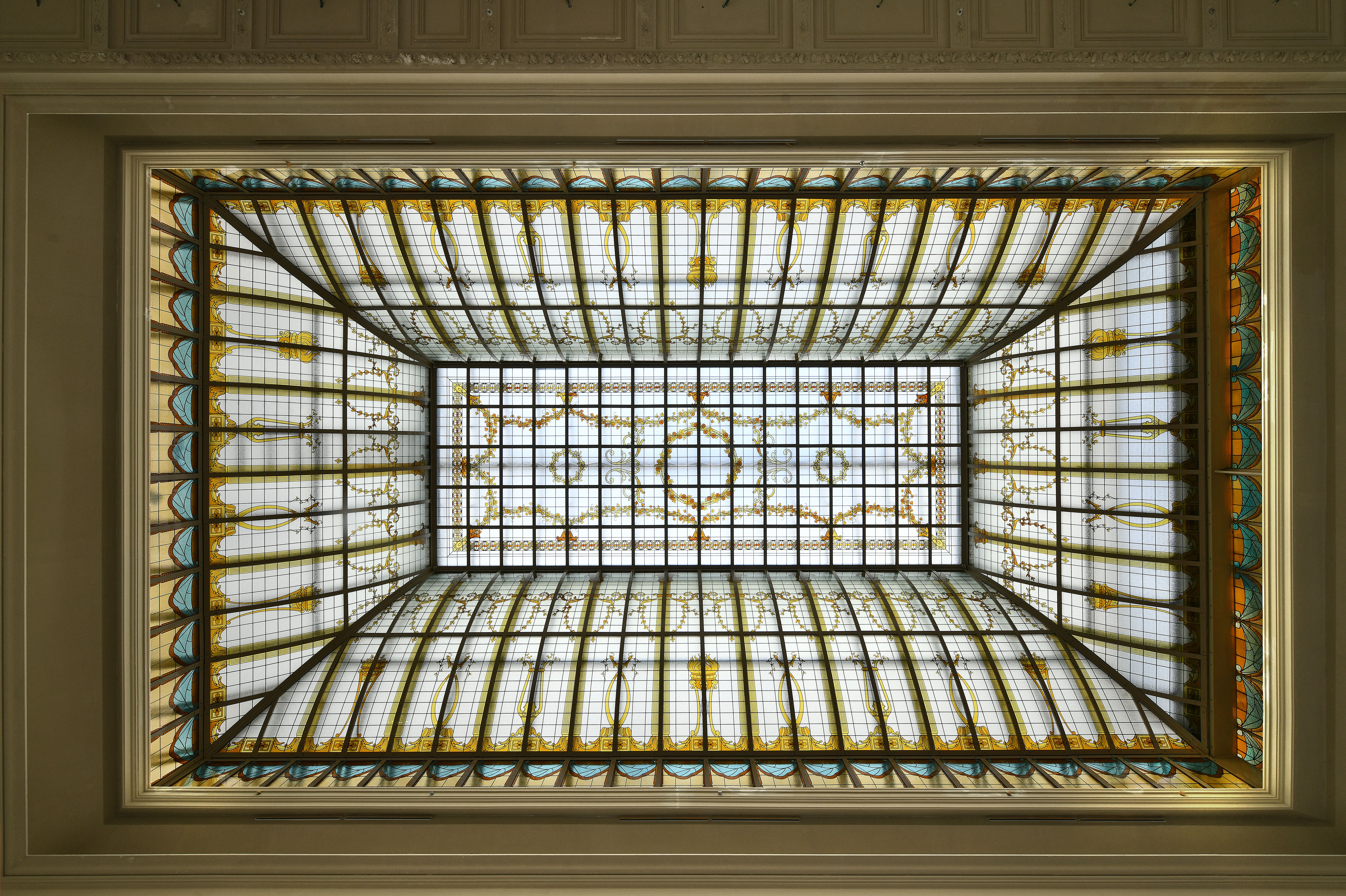
La nouvelle verrière de l'hôtel Astoria

## Publications
- Carnets de l’Architecture (3e tome), Francis Metzger et Luc Deleuze  – La Ville Recyclée, CFC-Éditions, 1999
- KINSHASA, Collection Villes et Architecture, Éditions CIVA / Faculté d’architecture La Cambre Horta, ULB, sous la direction de Johan Lagae & Bernard Toulier, Bruxelles, 2013 [38]